# Echeandia
Echeandia is een geslacht uit de aspergefamilie. De soorten komen voor van het zuidwesten van de Verenigde Staten tot in het noordwesten van Argentinië.

## Soorten
- Echeandia chandleri
- Echeandia flavescens
- Echeandia paniculata
- Echeandia reflexa
- Echeandia texensis